# ASRTT Étival-Raon
L'ASRTT Étival-Raon est une association française de tennis de table située à Étival-Clairefontaine dans le département des Vosges dont l'équipe féminine évolue en Championnat de France Pro A de tennis de table.

## Histoire

### Étival-Clairefontaine
Le club d'Étival-Clairefontaine voit le jour en 1989. Durant une vingtaine d'années, les équipes masculines et féminines du club vont accéder progressivement jusqu'aux championnats nationaux, aidé en 2004 par la construction d'une salle spécifique à la pratique du tennis de table. 
L'équipe féminine monte en Nationale 1 deux ans plus tard puis en Pro B en 2008. 

### ASRTT Étival-Raon
La fusion entre les deux villes s'est opérée autour du club de l'ASTT Étival-Clairefontaine à l'été 2012. Xian Yifang devient en octobre 2012, la première pongiste française médaillée aux Championnats d'Europe en simple en décrochant le titre de vice-championne d'Europe, battue en finale par l'expérimentée biélorusse Viktoria Pavlovich. La montée vers les sommets continue en 2016, soit quatre ans après la fusion du club avec Raon-l'Étape avec le titre de Championnes de France de Pro B et la promotion en Pro A. Deux ans plus tard, l'ASRTT Étival-Raon atteint la demi-finale de la Coupe d'Europe ETTU.
La saison 2018-2019 marque un tournant notable dans l'histoire du club. L'ASRTT remporte en effet son premier titre de Champion de France en éliminant à l'extérieur le Metz TT en demi-finale de play-offs puis le CP Lys-lez-Lannoy Lille Métropole en finale, deux grands favoris au titre national. Les Vosgiennes atteignent également les quarts de finales de la Ligue des championnes mais s'inclinèrent contre les Autrichiennes de Linz, multiples finalistes dans la compétition. Elles réitèreront cet exploit en 2021. 
En 2021-2022, l'ASRTT finit première de la saison régulière de Pro A mais n'accroche que la 3e place en play-offs. 
En mars 2024, à la surprise générale, le club accède à la finale de la Ligue des championnes et devient ainsi le deuxième club français a atteindre ce stade de la compétition après Metz, un an auparavant. Elles affrontent les Polonaises de Tarnobrzeg, doubles tenantes du titre, et s'inclinent logiquement, 2-3 à domicile et 1-3 en Pologne.

## Palmarès
- Championnat de France de Pro B (1) :
  - Championnes en 2016.

- Championnat de France de Pro A (1) :
  - Championnes en 2019 ;
  - Troisième en 2022 ;
  - Deuxième en 2023.

- Coupe d'Europe ETTU  :
  - Demi-finale en 2018.

- Ligue des Championnes  :
  - Quart de finales en 2019 et 2021 ;
  - Finaliste en 2024.

## Bilan par saison
| Saison    | Championnat | Cl       | Pts | J  | V | N | D  | Pp | Pc | Diff | Coupe d'Europe |
| --------- | ----------- | -------- | --- | -- | - | - | -- | -- | -- | ---- | -------------- |
| 2018-2019 | Pro A       | Champion | 33  | 12 | 9 | 0 | 3  | 33 | 15 | +18  | -              |
| 2017-2018 | Pro A       | 6e       | 26  | 14 | 5 | 0 | 9  | 26 | 33 | -7   | 1/4 finaliste  |
| 2016-2017 | Pro A       | 4e       | 25  | 12 | 5 | 0 | 7  | 25 | 24 | +1   | -              |
| 2015-2016 | Pro B       | 1er      | 31  | 12 | 7 | 5 | 0  | 43 | 20 | +23  |                |
| 2014-2015 | Pro B       | 3e       | 35  | 16 | 8 | 3 | 5  | 50 | 39 | +11  |                |
| 2013-2014 | Pro B       | 5e       | 25  | 14 | 4 | 3 | 7  | 31 | 43 | -13  |                |
| 2012-2013 | Pro B       | 6e       | 35  | 18 | 6 | 5 | 7  | 49 | 49 | 0    |                |
| 2011-2012 | Nationale 1 | -        | -   | -  | - | - | -  | -  | -  | -    |                |
| 2010-2011 | Pro B       | 9e       | 24  | 16 | 2 | 4 | 10 | 35 | 53 | -18  |                |

## Effectif professionnel
- Shao Jieni
- Yangzi Liu
- Camélia Iacob
- Christina Källberg[2]

Anciennement :
- Hana Matelova
- Marie Migot